# Rebecca Loos
Rebecca Loos (Madrid, España, 19 de junio de 1977) es una actriz, modelo y presentadora española.

## Biografía

### Vida personal
Loos nacida en Madrid, España, es hija de un diplomático neerlandés y de madre británica de Surrey. Estudió en una escuela privada. Después de volver a Madrid en 2002, Loos trabajó para un banco de inversión americano.
Cuando el antiguo capitán de la selección inglesa David Beckham fichó por el Real Madrid, Loos consiguió ser su asistente durante el período de transición, junto al agente SFX y el antiguo internacional australiano Andy Bernal, quien habla castellano con fluidez.
Beckham y Loos trabajaron muy de cerca tanto de manera profesional como social y Loos se hizo un hueco consiguiendo ser su "mujer alternativa". Victoria Beckham no era al principio feliz en Madrid, y quiso desarrollar su carrera de música británica, fue cuando estuvo la mayor parte de su tiempo en el Reino Unido. Rebecca Loos dijo que esto aburrió y entristeció a David Beckham, que se quedó sólo en Madrid sin su mujer, dejaron de estar juntos en todo su tiempo libre como se les veía públicamente, y en cuatro mes tuvo un affair con él. Sin embargo esto nunca ha sido confirmado y Victoria Beckham recientemente dijo en una entrevista en W Magazine que eso sólo hizo más fuerte su matrimonio.
Rebecca Loos vendió su historia en el tabloide británico News of the World en abril de 2004, explicando que ellos habían tenido una relación amorosa que incluía mensajes de texto de naturaleza sexual. La historia generó una cantidad enorme de publicidad en la prensa británica y en menor medida en la española, lanzando la vida de Rebecca Loos al público.
Después de la publicación en los medios de su relación con David Beckham, Rebecca hizo pública su bisexualidad, diciendo "soy de verdad bisexual, desde que era adolescente".
En el periodo anterior a su participación en el reality de supervivencia Celebrity Love Island, Rebecca Loos se sometió a una intervención quirúrgica de aumento de pecho pasando de una talla 34C a una 34D, pasando prácticamente de una talla 90 a una 100.[cita requerida]
En 2005, protestó contra las leyes de América sobre el matrimonio gay, Rebecca Loos se casó con la modelo Jenny Shimizu para el programa de TV Power Lesbian UK. Esto fue difundido en EE. UU como "Lesbianas al Poder" en Logo TV que tiene un gran seguimiento por las lesbianas de Los Ángeles. Ambas tuvieron una relación posteriormente.

### Carrera
Es España, hizo un pequeño papel de alumna adolescente, casi de extra, en una breve escena con Ana Belén en el Retiro, en la película Rosa Rosae (1993) de Fernando Colomo.
En 2004, Rebecca Loos presentó en cadena de TV neerlandesa "SBS6" juntos a un antiguo cantante de Eurovisión Gerard Joling que representó a los Países Bajos en 1988. Su paso fue efímero, en parte debido a la fuerza de su acento británico al hablar neerlandés. Rebecca no consiguió cumplir las expectativas de los productores de posiciones y dejó de ser la presentadora del programa. Ella desde entonces ha sido modelo de desnudo para el Playboy de los Países Bajos, con esporádicas apariciones en Nuts, Zoo, FHM, y otras revistas.
En octubre de 2004, ella apareció en el reality de televisión  "la Granja (de la TV británica)", en "Channel 5". Una vez, Rebecca recibió la desagradable tarea de masturbar a un cerdo para recoger su semen. La difusión de esto provocó diversas críticas. Entre ellas la de "la Sociedad Real para la Prevención de Crueldad a los Animales" intervino sobre la controversia, criticando a los productores del espectáculo por "la fascinación mórbida y sórdida con el ganado".
En 2005, Rebecca Loos apareció en el reality "Celebrity Love Island", donde ella tuvo una relación con el modelo Calum Best. Su relación logró causar un movimiento en los tabloides británicos cuando ellos se deshicieron de sus micrófonos y desaparecieron en el baño del resort juntos durante quince minutos. En 2006, ella jugó por Inglaterra un partido de fútbol femenino para ITV televisión en un acontecimiento de caridad.
En mayo de 2006, junto a James Hewitt, apareció en "The X Factor: Battle of the Stars" en el cual ella destacó por ser recibida negativamente por una de los jueces, Sharon Osbourne. Ambos fueron los 4ºs eliminados (de 8) en el show del 1 de junio de 2006.
En 2007 Rebecca fue concursante en la versión española de "Supervivientes" en el que destacó por su buen humor, convirtiéndose en una de las favoritas del público superando 3 nominaciones y llegando a la final del concurso. Quedó 3ª finalista.
En noviembre de 2007 ella apareció en "Cirque de Celebrite" de "Sky TV" en el que ella era una de los dos concursantes nuevos introducidos a mitad del concurso. Los dos nuevos concursantes competirían cara a cara mediante el voto del público para ver quién se quedaría en el concurso.

## Apariciones destacadas
- 2004 - Presentadora, en la televisión holandesa con Gerard Joling.
- 2004, octubre - Participante de The Farm.
- 2004 - Dream Team (TV serie), en Sky TV, serie de televisión basada en el fútbol. Ella interpretó a una masajista bisexual.
- 2004 - Extreme Celebrity Detox para Channel4.
- Verano de 2005 - Participante en el reality-show Celebrity Love Island
- Otoño de 2005 - Presentadora del documental Power Lesbian UK para Logo TV
- Enero de 2006 - Modelo Célebre en la versión holandesa de la revista Playboy.
- Abril de 2006 - Participante en la versión belga-holandesa del reality-show Temptation Island.
- Abril de 2006 - Miembro de la selección inglesa en "Sky One's Celebrity World Cup Soccer Tournament" (perdiendo 2-1 ante Brasil en la final).
- 2006, mayo - Concursante en The X Factor: Battle of the Stars, cantando con James Hewitt.
- 2007, febrero - Aparece en un reality-show de Nueva Zelanda Treasure Island: Pirates Of The Pacific.
- 2007, mayo - Concursante en la versión española de Supervivientes. Acabó tercera.
- 2007, noviembre - Concursante en "Cirque de Celebrite" del canal británico "Sky TV".